# دانشگاه مدیترانه کارپاسیا
دانشگاه مدیترانه کارپاسیا (ترکی استانبولی: Akdeniz Karpaz Üniversitesi) یک دانشگاه خصوصی در شهر نیکوزیای شمالی که در سال ۲۰۱۲ میلادی افتتاح شد. زبان آموزش در این دانشگاه انگلیسی می‌باشد.

## دانشکده ها
- دانشکده زبان های خارجی
- دانشکده کسب و کار
- دانشکده حمل و نقل هوایی
- دانشکده حقوق
- دانشکده مدیریت گردشگری و هتلداری